# Achraf Tadili
Achraf Tadili (né le 8 juillet 1980 à Casablanca) est un athlète canadien  détenteur de deux records québécois sur 800 m en 1'45'48 et 1'45'05.

## Biographie
Après avoir grandi au Maroc et pratiqué le football à Casablanca, il déménage au Canada fin 1998 en compagnie de sa famille,.
Il remporte deux médailles de bronze à Tampa, lors des Championnats panaméricains juniors. En 2001, il remporte les championnats du Canada à Edmonton, en 1 min 45 s 48, mais ne peut participer aux championnats du monde se déroulant au même endroit, n'ayant pas encore acquis la nationalité canadienne à cette époque. En 2002, il sort vainqueur du 800 mètres des Championnats NACAC, réservés aux athlètes âgés de moins de 25 ans.
C'est en 2003 qu'il remporte le 800 mètres des Jeux panaméricains en 1 min 45 05, établissant un record du Canada. Après un premier tour mené à un train d'enfer par le Brésilien Osmar dos Santos, Tadili produit son effort aux 600 mètres et, grâce à son sprint final, il bat dos Santos (1 min 45 63). Il efface les 1 min 45 38 de Johnny Gray établis en 1999, qui constituaient le record de la compétition, et offre au Canada l'une des deux médailles d'or en athlétisme, avec celle de Jason Tunks au disque.
Il a couru a trois championnats du monde et  deux Jeux olympiques qu'il dispute entre 2003 et 2008. En 2006 il obtient la médaille d'argent lors des Jeux du Commonwealth. En tête à 100 mètres du but, il réussit à terminer entre les Kényans Alex Kipchirchir et John Litei.
Sur le plan national, Tadili est double champion du Canada au 800 m (2001 et 2006) et cinq fois vice-champion, chaque fois derrière Gary Reed, qui s'empare du record national en 2004. À l'issue de sa retraite des compétitions il devient entraîneur en course à pied et actuellement Entraineur chef du Club Vainqueur plus.
Il est récipiendaire, en 2008, de la Médaille de l'Assemblée nationale.

### Palmarès
| Date | Compétition                        | Lieu           | Résultat | Épreuve   | Performance   |
| ---- | ---------------------------------- | -------------- | -------- | --------- | ------------- |
| 1999 | Championnats panaméricains juniors | Tampa          | 3e       | 800 m     | 1 min 49 s 78 |
| 1999 | Championnats panaméricains juniors | Tampa          | 3e       | 4 × 400 m | 3 min 10 s 01 |
| 2003 | Jeux panaméricains                 | Saint-Domingue | 1er      | 800 m     | 1 min 45 s 05 |
| 2006 | Jeux du Commonwealth               | Melbourne      | 2e       | 800 m     | 1 min 46 s 93 |
| 2007 | Jeux panaméricains                 | Rio de Janeiro | 4e       | 800 m     | 1 min 46 s 07 |

### Records
| Épreuve    | Performance   | Lieu           | Date        |
| ---------- | ------------- | -------------- | ----------- |
| 800 mètres | 1 min 45 s 05 | Saint-Domingue | 6 août 2003 |